# Kinó
Kinó (en ruso: Кино; AFI: [ki'no], traducido como cine o cinema, escrito frecuentemente en mayúsculas: КИНО) es una banda de post-punk ruso surgido en la Unión Soviética en los 80, parte del Club de Rock de Leningrado y liderado por Víktor Tsoi (Виктор Цой), autor de casi todas las letras y música.
Fue uno de los grupos más importantes durante la década de 1980 en la URSS, influyendo a una generación de jóvenes y músicos.
Después de la muerte de su vocalista, la banda se separó, con más de cien canciones en nueve años de álbumes, varias compilaciones, en vivo y bootlegs.
Luego de la Pandemia de COVID-19, la banda se reunió bajo un proyecto dirigido por Alexander Tsoi, hijo del difunto vocalista de la banda.

## Historia

### Primeros años
Kino se formó a partir de dos grupos de Leningrado: Palata N°6 (distrito número 6) y Pilgrim. En el primero, Viktor Tsoi tocaba el bajo; en el segundo estaba el guitarrista Alexei Rybin y el baterista Oleg Valinsky.
En el verano de 1981, los tres se fueron a vacacionar a Crimea, donde decidieron crear un grupo llamado Garin I Giperboloidy (Garin y las hiperboloides), basado en una novela de ciencia ficción de Alexei Tolstoi (el rayo de la muerte de Garin). De vuelta a Leningrado, comenzaron los ensayos del material compuesto por Tsoi, pero Valinsky fue reclutado en el ejército y abandonó el grupo. 
En otoño de 1981, se unieron al club de rock de Leningrado y conocieron al influyente representante de rock underground Boris Grebenshchikov y miembro de Akvarium, a quien le gustó tanto el trabajo del grupo que los invitó a trabajar en el estudio. 
A principios de 1982, el nombre cambió a Kino. Cuando se creó el nombre las condiciones eran que no tuviera más de dos sílabas y fuese fácil de pronunciar.

### 45
En la primavera de 1982 lanzaron su primer disco, 45 de 13 canciones, nombrado así porque duraba 45 minutos. Como eran dos personas, pidieron ayuda a los músicos de Akvarium (Acuario): Vsevolod Gakkel en el violonchelo, Andrey Romanov en la flauta y Mikhail Feinstein-Vasiliev en el bajo. Al no haber baterista, se usó una caja de ritmos soviética Electronics, que en un futuro se convertirá en una firma del rock ruso. 
El álbum pasó desapercibido entre los críticos, pero aumentó la popularidad en el público general. Tsoi dijo después que salió demasiado crudo y no debería haberlo publicado. Archivado el 28 de septiembre de 2017 en Wayback Machine.
El primer concierto fue dado en el club de rock de Leningrado con Boris Grebenschikov. En otoño de 1982 dan su primer concierto en Moscú.

### 46
A finales de 1982 en el estudio Maly Drama Theatre, intentaron grabar un segundo álbum con el baterista Valery Kirillov (después miembro de Zoopark) y el ingeniero Andrey Kuskov, pero a Tsoi no le gustó el sonido de la percusión y dejó de grabar. Posteriormente, algunos fragmentos se incluyeron en el álbum póstumo Canciones desconocidas de Viktor Tsoi en 1992.
En el invierno de 1983 el grupo dio varios conciertos en Moscú y Leningrado, con el baterista de Akvarium Pyotr Troshchenkov. Rybin recomendó al bajista Maxim Kolosov y al guitarrista Yuri Kasparyan, con los que dieron el segundo concierto en el club de rock de Leningrado.
Las responsabilidades de Tsoi y Rybin estaban distribuidas: el primero era el componente creativo (letras y música) y el segundo el administrativo (conciertos, ensayos y sesiones). En marzo de 1983 estalló un conflicto, Rybin dejó la banda y esta se separó temporalmente.
El único audio de ese periodo fue un bootleg llamado 46 , grabado por el ingeniero Alexei Vishnya, quien también lanzó el disco. Las canciones tenían el sonido del disco anterior, pero más sombrío y frío.

### Jefe de Kamchatka
A principios de 1984, Tsoi y Kasparyan comenzaron a grabar el segundo álbum. Grebenshchikov volvió a ser el productor, invitando a muchos de sus amigos a grabar: Alexander Titov (bajo), Sergei Kuryokhin (teclado), Pyotr Troshchenkov (batería), Vsevolod Gakkel (violonchelo), Igor Butman (saxo) y Andrei Radchenko.
La grabación se hizo en el estudio de Andrei Tropillo y se llamó Jefe de Kamchatka (era el nombre de las calderas donde Tsoi trabajaba). El estilo del álbum fue el minimalismo y lo experimental.
En la primavera de 1985 ganan el tercer festival del club de rock de Leningrado. En la segunda mitad del año comienzan a trabajar en dos álbumes: Esto no es Amor... (Это Не Любовь...) [Eto Ne Lyubov'] y Noche (Ночь) [Noch'] en el estudio de Andréi Tropillo y Alekséi Vishni. Luego será lanzado primero Esto no es Amor....

### Consolidación

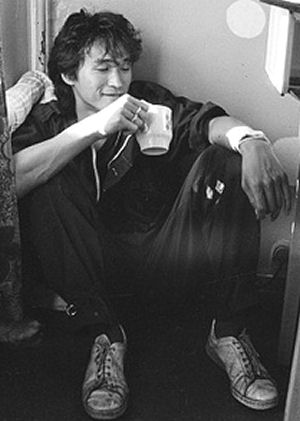
El vocalista de Kinó, Viktor Tsoi en 1986.

En enero de 1986 es lanzado Noch’, siendo el primer álbum del grupo que consigue un éxito considerable. En la primavera de ese mismo año ganan en el festival del club de rock de Leningrado el premio a las mejores letras. Seis canciones del álbum fueron incluidas en el compilatorio Red Wave: 4 Underground Bands from the USSR lanzado en Estados Unidos. En 1986 Titov se va del grupo para unirse a Akvarium y es reemplazado por Ígor Tijomírov (bajo).
El comienzo de la perestroika de Mijaíl Gorbachov permite salir al grupo de la escena underground y alcanzan la cima de su popularidad, especialmente después del lanzamiento del álbum de 1988 Grupo Sanguíneo (Группа крови) [Gruppa Krovi] y de la película Aguja (Иглa) [igla], protagonizada por Víktor Tsoi. 
En el verano de 1989, Víktor Tsoi y Yuri Kasparián visitan los Estados Unidos para ver a Joanna Stingray. El grupo participará en el festival Zolotoy Dyuk en Odesa. Ese mismo año es lanzado el álbum Una Estrella llamada Sol (Звезда По Имени Солнце) [Zvezda Po Imeni Solntse] .
Entre 1988 y 1989 el grupo realiza una extensa gira tanto por la URSS como en el extranjero.
En la primavera de 1990 Tsoi viaja a Japón. El 24 de junio el grupo da uno de sus últimos conciertos en el Luzhniki de Moscú.

### Muerte de Víktor Tsoi y separación

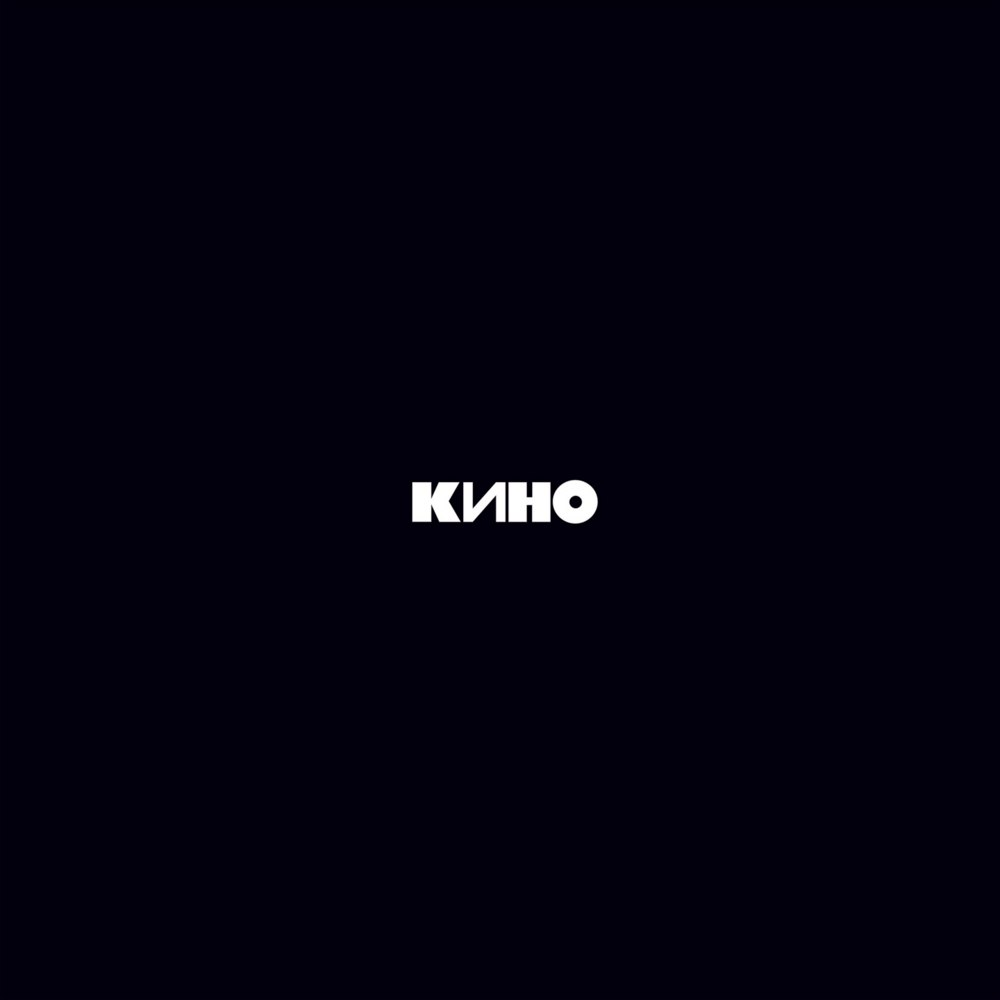
El último disco de Kinó llevó una portada en negro, en homenaje a Tsoi llamado popularmente «El álbum negro».

El fin del grupo llega con la trágica muerte de Víktor Tsoi acaecida el 15 de agosto de 1990 a las afueras de Riga en un accidente de tráfico, cuando su coche choca contra un autobús. Tsoi supuestamente se habría quedado dormido al volante, aunque en más de una ocasión circularon los rumores (nunca confirmados) de un asesinato, puesto de muchas canciones del grupo tenían un sentido antisistema.
La cinta en donde estaban grabadas las pistas de las voces para el próximo álbum del grupo sobrevivió al impacto en el accidente y los restantes miembros de Kinó lo terminaron de grabar, lanzándolo en pocos meses. Este álbum sin nombre oficial, es homónimo, es conocido como "Álbum" Negro(Чёрный альбом) [Chornyy al'bom] debido a la carátula negra, en señal de luto, que contiene sólo el nombre del grupo en cirílico en letras blancas. Aunque el álbum fue un gran éxito, los miembros de Kinó decidieron separarse ese mismo año. 

### Legado
Kinó tuvo un gran impacto en la sociedad soviética. Su sonido y sus letras constituían algo totalmente diferente a lo que hasta entonces había sido producido. En la calle Arbat de Moscú hay un muro dedicado a Tsoi con grafítis y hasta una estatua en bronce del artista donde todavía sus fanes se reúnen a conmemorar su muerte. En junio del 2010 los grupos más importantes de rock de Rusia se reunieron y realizaron un concierto-tributo al grupo.

### Reunificación
En 2019, Alexander Tsoi, hijo de Viktor Tsoi, propuso la organización de conciertos del grupo utilizando grabaciones de voz de canciones anteriores de Tsoi. Artistas que hicieron parte de la banda y varios otros artistas se unieron al proyecto que tenía como meta dos conciertos en octubre y diciembre de 2020, los cuales tuvieron que ser pospuestos para 2021 debido a las restricciones impuestas por la Pandemia de COVID-19. Para ese mismo año se lanzó el álbum en vivo Kino en Sevkabel (Кино в Севкабеле). La banda ha llevado a cabo varios concertos especialmente en repúblicas exsoviéticas y países de Europa oriental
En noviembre de 2022, la banda anunció el lanzamiento de un álbum que incluía todas las grabaciones de estudio hechas en los últimos diez años y publicado en diciembre 22 del mismo año bajo el nombre 12_22.
También, en noviembre de 2023 se anunció la remasterización del álbum Esto no es amor... (Это не любовь) que fue publicado el 15 de marzo de 2024. A su vez fue anunciada su gira Historia de este mundo (История Этого Мира) para el mismo año.

## Miembros
| Formación - Viktor Tsoi (Ви́ктор Ро́бертович Цой) – voces, guitarra electroacúsitca (1981–1990; fallecido en 1990) - Yuri Kasparyan (Ю́рий Дми́триевич Каспаря́н) – guitarra principal (1983–1990, 2019–presente) - Igor Tikhomirov (И́горь Руви́мович Тихоми́ров) – bajo (1986–1990, 2019–presente) - Alexander Titov (Александр Валентинович Титов) – bajo, percusión (1983–1986) - Georgiy Guryanov (Гео́ргий Константи́нович Гурья́нов) – batería, percusión (1986–1990; fallecido en 2013) Músicos de sesión - Dimitri Kezhatov (Дмитрий Кежватов) – guitarra acústica (2020–presente) - Oleg Shuntsov (Олег Шунцов) – batería (2020–presente) | Miembros anteriores - Aleksei Rybin (Алексей Рыбин) – guitarras (1981–1983) - Oleg Valinsky – batería (1981–1982) - Mikhail Vasile – caja de ritmos (1982–1983) - Aleksei Vishnia – caja de ritmos (1985–1986) |

## Discografía

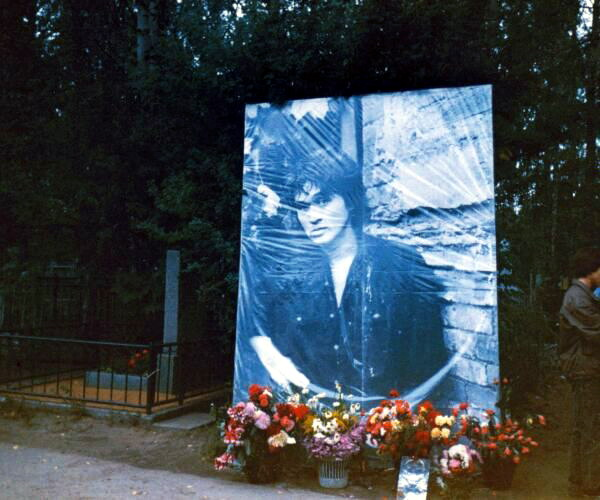
Mural en Moscú, dedicado a Tsoi.

### Álbumes de estudio
- 45 (1982)
- 46 (1983)
- Начальник Камчатки (Nachal'nik Kamchatki / El jefe de Kamchatka) (1984)
- Это не любовь... (Eto Ne Lyubov... / Esto no es amor...) (1985)
  - Это не любовь (Remake 2024) (Remasterización) (2024)
- Ночь (Noch' / Noche) (1986)
- Группа Крови (Gruppa Krovi / Grupo sanguíneo) (1988)
- Звезда по Имени Солнце (Zvezda Po Imeni Solntse / Una estrella llamada sol) (1989)
- Кино (homónimo, titulado popularmente como Чёрный Альбом / El álbum negro) (1990)
- 12_22 (2022)

### Recopilaciones/demos
- Неизвестные песни Виктора Цоя (Neizvestnye Pesni Viktora Tsoya / Canciones desconocidas de Víktor Tsoi) (1982)
- 46 (1983)
- Последний Герой (Posledniy Geroy / El Último Héroe) (1989)
- История Этого Мира (Istoriya Etogo Mira / La historia de este mundo) (2000)

### Grabaciones en vivo
- Концерт в Рок-Клубе (Kontsert v Rok-Klube / Concierto en el Rock-Club) (1985)
- Акустический Концерт (Akusticheskiy Kontsert / Concierto acústico) (1987)
- Кино в Севкабеле (Kino v Sebkabel / Grabación de compilaciones en vivo) (2021)

## Curiosidades
- Una de sus canciones más emblemáticas, Gruppa Krovi - Grupo Sanguíneo (Группа крови), es utilizada en el controvertido juego de Rockstar Games: GTA IV para la emisora de radio Vladivostok FM

- En la película La bestia de la guerra se puede oír durante unos segundos la canción Trolebús (Троллейбус) [Trolleybus] en la radio que uno de los soldados enciende mientras están parados con su tanque en medio del desierto. Este detalle resulta ser un anacronismo debido a que la canción es del año 1984 y la película transcurre en 1981

- En el juego llamado S T A L K E R online en el main menu se escucha la canción Gruppa Krovi - Grupo Sanguíneo (Группа крови) del álbum de igual nombre.
- En el videojuego Metro Exodus, se escuchan varias canciones de la agrupación en diferentes radios.